# أحمد عطية الله
أحمد عطية الله (2 أكتوبر 1906 - 23 سبتمبر 1983) هو مؤرخ إسلامي مصري. 

## حياته
ولد عام 1906 في مدينة أسوان وبعد الانتهاء من دراسته في مدرسة المعلمين العليا أوفد في بعثة تعليمية إلى انجلترا للتخصص في علم النفس والفلسفة. عاد بعد ذلك مبهوراً بالتقدم العلمي والحضاري في أوروبا فأسس متحف التعليم. شغل عدة مناصب هامة منها مدير عام الرقابة على الصحافة والنشر أثناء قيام ثورة 23 يوليو ثم مستشار ثقافي لمصر في النمسا.

## سيرته العلمية
بدأ كتاباته وهو في العشرين عندما أرسل في بعثة عام1930 لاستكمال دراساته في علم النفس بانجلترا حيث ألف كتبه الأولي: يوم في أوروبا، حدث في باريس، علي الدانوب، برلين ولندن. تبع ذلك العديد من كتب في علم النفس والتربية منها: بسائط علم النفس، الذاكرة والنسيان، تقويم التعليم وسيكولوجية الضحك.
وقد أخذت الأعمال الموسوعية جزءا كبيرا من حياة احمد عطية الله، فهو مؤلف دائرة معارف التربية من ثلاثة أجزاء والقاموس السياسي من1700 صفحة والذي يعد بمثابة مرجع لأكثر من خمسة آلاف مادة تتناول أهم الشخصيات السياسية والاقتصادية في العالم ونبذة عن دول العالم وتعريف وشرح لجميع المصطلحات السياسية والاقتصادية المتداولة.
وله أيضا في هذا المضمار دائرة المعارف الحديثة من أربعة أجزاء وقاموس الثورة المصرية والقاموس الإسلامي من ستة أجزاء. والذي يتناول كل ما هو مرتبط بالعالم الإسلامي من شخصيات ودول ومعارك وأحداث وأثار وعملات وما إلي ذلك في مواد مرتبة هجائيا، وحوليات العالم المعاصر والتي كانت تصدر مع نهاية كل عام في صورة تقويم لأهم أحداث العالم خلال العام المنصرم تقابله حوليات الإسلام كتقويم لأهم أحداث العالم الإسلامي منذ القرن الهجري الأول بحيث يشمل كل جزء عاما هجريا كاملا.
وفي مجال التأريخ والسير الف عطية الله منذ الثلاثينيات: الهاربون، الجيش الفاتح، الحقائق والوثائق عن ثورة مصر، محمد عليه السلام، السلطان عبد العزيز، هارون الرشيد، صلاح الدين الأيوبي، عبد الله النديم، راسبوتين, بوكاشيو ومدام بنبادور وغيرها.
أما اهتمامه بالكتابة للطفل فقد تجسدت من خلال مكتبه تضم ستة وعشرين كتابا وقصة منها ملك النهر الذهبي، سندرلا, معروف الاسكافي، حكاية الطعام، حكاية النار، بائع الزبادي، أبناء الغابة.. وغيرها. والطريف أنه حرص علي تقديم هذه المجموعة كاملة داخل دولاب خشبي صغير يجذب الطفل من خلال شكله وألوانه الزاهية.
وقد سار عالم التأليف والكتابة للمؤرخ أحمد عطية الله موازيا ومزامنا لوظائفه ومسئولياته التي كلف بها. فبجانب كونه أستاذا لعلم النفس، فقد كان مديرا للجامعة الشعبية ومديرا لإدارة النشر والثقافة بوزارة الإرشاد القومي ومراقبا عاما للصحافة بها، وهو صاحب فكرة إنشاء متحف التعليم وأول مدير له وهو مازال موجودا داخل أسوار وزارة التربية والتعليم. وهو صاحب فكرة إنشاء صوت الشباب بالإذاعة المصرية والتي تحولت فيما بعد إلي إذاعة الشباب والرياضة، كما كلف عام1956 بإنشاء مكتب البعثة التعليمية والمكتب الثقافي المصري بالعاصمة النمساوية فيينا الذي تولي رئاسته حتي عام1960, كما كان عميدا لمعهد الدراسات الإسلامية. هذا لم يمنعه من عضويته الفعالة في مجالس إدارة الجمعية المصرية للدراسات التاريخية والجمعية الجغرافية المصرية والجمعية البريطانية لعلم النفس.
وقد كان كتابه الأخير ليلة 23 يوليو والذي صدر عام1982 بمثابة تأريخ عادل وحقيقي ومنصف لثورة 23 يوليو1952 لمؤرخ عاصرها لحظة بلحظة ضمن ركاب سفينتها.

## مؤلفاته
أضاف للمكتبة العربية ما يزيد علي ثلاثة وثمانين مؤلفا ما بين الموسوعات والدوائر والكتب والسير
أشهرها:
1. القاموس الإسلامي : موسوعة للتعريف بمصطلحات الفكر الإسلامي و معالم الحضارة الإسلامية و تاريخ الدول.

1. القاموس السياسي : موسوعة للتعريف بمصطلحات السياسة وتاريخها عبر العصور.

## وفاته
توفي المؤرخ الإسلامي 23 سبتمبر عام 1983.